# Telarc International Corporation
Telarc International Corporation är ett amerikanskt skivbolag i Cleveland i Ohio som grundades 1977 av de två musikerna och tidigare musiklärarna Jack Renner och Robert Woods. Från början var det ett skivbolag fokuserat på klassisk musik. Skivbolaget har haft ett långt samarbete med bland annat Cincinnati Symphony Orchestra och Cleveland Orchestra, men även Atlanta Symphony Orchestra och St. Louis Symphony Orchestra. Telarc har gett ut olika typer av musik inklusive jazz, blues och country.